# Zhao Youqin
Zhao Youqin (* 26. Juli 1271 in Poyang; † um 1335 in den Bergen von Longyou) war ein chinesischer Astronom, Alchemist, Daoist und Mathematiker.

## Leben
Zhao Youqin wuchs in der Zeit der Eroberung Chinas durch die Mongolen (Kublai Khan) auf  und wurde möglicherweise dabei auch in die Kämpfe einbezogen und verwundet. Er war Schüler eines Daoisten, gehörte der nördlichen Schule des Quanzhen-Daoismus an und lernte in seiner Jugend Astronomie und Alchemie. Er wurde ein Einsiedler und schrieb zehn Jahre an einem Kommentar zum I Ging, der aber nicht erhalten ist. Später wurde er ordiniert und Patriarch der Quanzhen-Schule.
Von ihm stammt das Buch Ge xiang xin shu (Neue Schrift über das Symbol der Wandlung), das Astronomie, Kosmologie, Kalenderberechnungen und Überlegungen zur Optik enthält. Die optischen Experimente zur scheinbaren Helligkeit wurden mit einer Camera obscura durchgeführt. Die Erde ist nach ihm flach und von sphärischen Himmelskugeln umgeben. Außerdem beschreibt er verschiedene astronomische Instrumente wie einen Gnomon mit Anwendungen zur Messung des Abstands von Erde zur Sonne, zum Mond und den Sternen, und versucht Sonnen- und Mondfinsternisse zu erklären. Ein anderes astronomisches Instrument, das er beschrieb, maß die den Winkelabstand des Himmelsnordpols zu einem Stern und ein weiteres die Rektaszension zwischen zwei Objekten am Himmel. Insbesondere findet sich eine Methode zur Berechnung der Kreiszahl {\displaystyle \pi }. Dem Kreis wird iterativ ein Polygon eingeschrieben, vom Quadrat und Oktagon jeweils mit Verdopplung der Seiten bis zum Polygon mit 16384 Seiten. Zhao Youqin erhielt damit einen Wert für Pi von 3,141592. Bei der Berechnung von Pi hatte er in China einen Vorgänger in Liu Hui (3. Jahrhundert n. Chr.).

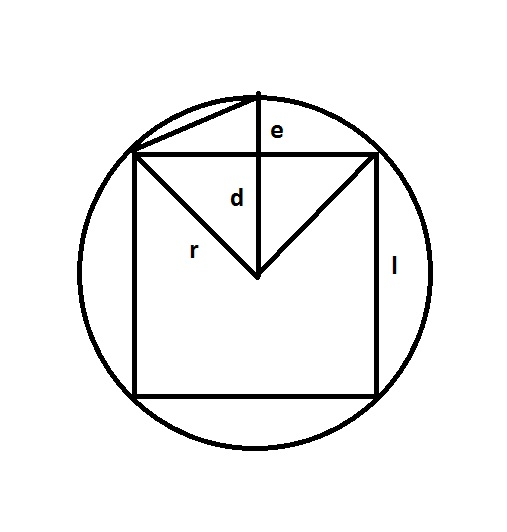
Zhao Youqin's Algorithmus zur Berechnung von Pi, gezeigt ist der zweite Schritt des Übergangs von einem eingeschriebenen Quadrat zum Oktagon

Von ihm stammt auch ein Werk über Meditation (innere Alchemie) und Weisheitslehre (Xian Fo tongyuan), das ebenfalls erhalten ist.